# Collybia dorotheae
Collybia dorotheae är en svampart som först beskrevs av Miles Joseph Berkeley, och fick sitt nu gällande namn av Pier Andrea Saccardo 1887. Collybia dorotheae ingår i släktet Collybia och familjen Tricholomataceae.   Inga underarter finns listade i Catalogue of Life.